# گادی آیزنکوت
گادی ایزنکوت (عبری: גדי איזנקוט‎؛ زادهٔ ۱۹ مه ۱۹۶۰) ژنرال بازنشسته اسرائیلی با درجه نظامی راو آلوف است که در فاصله سال‌های ۲۰۱۵ تا ۲۰۱۹ ریاست ستاد کل نیروهای دفاعی اسرائیل را برعهده داشت. او اولین فردی است که با تبار مراکشی به این مقام بالای نظامی نیروهای دفاعی اسرائیل می‌رسد. موشه یعلون، وزیر دفاع اسرائیل (سمت راست) از حامیان معرفی ژنرال ایزنکوت بود.

## سوابق
گادی آیزنکوت فرمانده ارشد نیروهای اسرائیل در مرز شمالی با لبنان و سوریه، خدمت نظامی خود را به عنوان پیاده‌نظام در تیپ گولانی آغاز کرد و در سال ۱۹۹۷ به فرماندهی آن رسید. او در دوران انتفاضه دوم فلسطینی‌ها (انتفاضه اقصی) در فاصله سال‌های ۲۰۰۳ تا ۲۰۰۵ فرماندهی نیروهای نظامی اسرائیل در کرانه باختری را به عهده داشت و در جنگ اسرائیل و لبنان ۲۰۰۶ (میلادی) نیز به عنوان فرمانده عملیات حاضر بود. همچنین او بین سال‌های ۲۰۰۹ تا ۲۰۱۱ مشاور ارشد نظامی نخست‌وزیر و ایهود باراک وزیر دفاع اسرائیل بود و به گزارش رسانه‌های اسرائیلی در مذاکرات با سوریه در آن زمان نقش مهمی ایفا کرد.

## دیدگاه نسبت به حمله به ایران
وی به شدت مخالف حمله به ایران است چون به عقیده او چنین حمله‌ای، اسرائیل را به جنگی طولانی با ایران و حزب‌الله می‌کشاند و رابطه اسرائیل با آمریکا را خراب می‌کند.